# Viviana Susin
Viviana Susin, née le 24 mai 1972 à Rome, est une nageuse italienne. 

## Palmarès

### Championnats d'Europe en petit bassin
- Championnats d'Europe en petit bassin 1991 à Gelsenkirchen
  -  Médaille d'argent du 4 × 50 mètres nage libre

### Jeux méditerranéens
- Jeux méditerranéens de 1997 à Bari
  -  Médaille d'or du 4 × 100 mètres quatre nages
  -  Médaille d'argent du 4 × 100 mètres nage libre
- Jeux méditerranéens de 1991 à Athènes
  -  Médaille d'argent du 50 mètres nage libre
  -  Médaille de bronze du 4 × 100 mètres nage libre

### Universiade
- Universiade d'été de 1997 à Messine
  -  Médaille d'argent du 4 × 100 mètres nage libre